# Haidong Zhen
Haidong Zhen (kinesiska: 海东, 海东镇) är en köping i Kina. Den ligger i provinsen Yunnan, i den sydvästra delen av landet, omkring 250 kilometer väster om provinshuvudstaden Kunming. Antalet invånare är 21 274. Befolkningen består av 10 377 kvinnor och 10 897 män. Barn under 15 år utgör 20,0 %, vuxna 15-64 år 70 %, och äldre över 65 år 8,0 %. Haidong Zhen ligger vid sjöarna  Er Hai och Erhai Lake.
Genomsnittlig årsnederbörd är 1 120 millimeter. Den regnigaste månaden är juli, med i genomsnitt 226 mm nederbörd, och den torraste är april, med 22 mm nederbörd.